# Ronald A. Wilford
Ronald A. Wilford, né le 4 novembre 1927 à Salt Lake City et mort le 13 juin 2015 à New York, est un agent artistique américain. Il fut l'un des plus importants managers d’artistes du XXe siècle.
Il fut le président de Columbia Artists Management Inc. de 1970 à 2000, puis en fut « Chairman » et « Chief executive » jusqu’à sa mort.
Ses clients furent, notamment : les chefs d’orchestre Herbert von Karajan, James Levine, Claudio Abbado, Seiji Ozawa, Riccardo Muti, Alain Lombard, Kurt Masur, Colin Davis, le violoncelliste Mstislav Rostropovitch, les violonistes Yehudi Menuhin et Anne-Sophie Mutter, les chanteurs lyriques Kathleen Battle, Grace Bumbry, Marilyn Horne, Frederica von Stade et Samuel Ramey.

## Biographie
Il est né d’une mère mormone et d’un père grec orthodoxe, à Salt Lake City, où il connut une enfance misérable.
Le jeune manager attira l’attention dès 1955, en faisant connaître le mime français Marcel Marceau aux États-Unis.
Marié trois fois, sa dernière épouse est Sara Wilford (en), née Sara Delano Roosevelt Whitney, petite-fille du Président américain Franklin D. Roosevelt.
Il a deux enfants de ses premiers mariages.